# Leon Czolgosz
Leon Frank Czołgosz (maj 1873 i Alpena, Michigan – 29. oktober 1901 i Auburn, New York) var en amerikansk morder og metalarbejder, der gennemførte attentatet på præsident William McKinley. 
Czolgosz, der var søn af polske immigranter, var egentlig registreret republikansk vælger, men blev gradvist mere og mere interesseret i socialistisk og anarkistisk teori. Han blev stærkt påvirket af teoretikere som Emma Goldman og Alexander Berkman. 
6. september 1901 dukkede Czolgosz op på en udstilling i New York City, hvor han skød præsident William McKinley, der senere døde af sine læsioner. Czolgosz blev dømt til døden 23. september og henrettet i den elektriske stol 29. oktober 1901.
Emma Goldman blev arresteret på en mistanke om at hun stod i ledtog med Czolgosz, men blev løsladt, da man ikke fandt noget bevis, der underbyggede mistanken.